# Steve Martin (Rennfahrer)
Steve(n) Martin (* 2. Dezember 1968 in Adelaide) ist ein australischer Motorradrennfahrer.

## Karriere
Steve Martin bestritt zwischen 1989 und 2009 183 Rennen in der Superbike-Weltmeisterschaft. Sein erfolgreichstes Jahr war 2004, als er für das italienische Team D.F.Xtreme Sterilgarda auf Ducati 999 RS startete und ihm fünf Podiumsplätze, drei Pole-Positions, zwei schnellste Rennrunden und der siebente WM-Rang gelangen. In der Saison 2005 und in der Saison 2006 war Steve Martin an der Seite von Garry McCoy bzw. Craig Jones Werksfahrer bei Carl Fogartys Foggy-Petronas-Team.
Am Ende der Saison 2007 beendete Martin seine WM-Karriere vorerst, arbeitete als Fernsehkommentator und war als Testfahrer an der Entwicklung des BMW-Superbikes S 1000 RR beteiligt. Seinen bisher letzten Auftritt in der Superbike-WM hatte der Australier in der Saison 2009, als er bei den Läufen im südafrikanischen Kyalami den verletzten Troy Corser im BMW-Werksteam ersetzte.
2007 wechselte er in die FIM Endurance World Championship zum Yamaha Austria Racing Team (YART), wo er eigentlich nur ein Rennen, die 8 Stunden von Suzuka, für den verletzten Sebastien Scarnato einspringen sollte. Allerdings passte die Chemie im Team so perfekt, dass er seitdem einen Platz als Stammfahrer bekam. Nach zwei Podestplätzen 2007 folgte 2008 bereits der erste Rennsieg beim 8-Stunden-Rennen von Doha und der Vize-Weltmeistertitel. 2009 sollte dann das Jahr des 40-jährigen Steve Martin werden. Er gewann gemeinsam mit Igor Jerman und Gwen Giabbani auf Yamaha die 24 Stunden von Le Mans für Motorräder. Danach siegte das Trio noch bei drei weiteren Langstrecken-WM-Läufen und wurde überlegen Langstrecken-Weltmeister 2009.
Steve Martin gewann bis heute fünf Endurance-WM-Läufe, alle davon für das österreichische Yamaha Austria Racing Team.

## Erfolge
- 1989 – Australischer Production-Meister auf Yamaha
- 1999 – Australischer Superbike-Meister auf Ducati
- 2008 – Langstrecken-Vize-Weltmeister auf Yamaha
- 2009 – Langstrecken-Weltmeister auf Yamaha
- 5 Siege in der Langstrecken-Weltmeisterschaft
- 5 Podiumsplatzierungen in der Superbike-Weltmeisterschaft
- 3 Pole-Positions in der Superbike-Weltmeisterschaft
- 2 schnellste Rennrunden in der Superbike-Weltmeisterschaft

## Statistik
(Stand: Saisonende 2009)
| Saison | Team | Punkte | Siege | Poles | Schn. Runden | WM-Rang | Teamkollegen                           | Gewonnene Rennen                                                                            |
| ------ | ---- | ------ | ----- | ----- | ------------ | ------- | -------------------------------------- | ------------------------------------------------------------------------------------------- |
| 2008   | YART | 95     | 1     | –     | 1            | 2.      | Igor Jerman Gwen Giabbani Steve Plater | 8 Stunden von Doha                                                                          |
| 2009   | YART | 145    | 4     | 1     | 3            | 1.      | Igor Jerman Gwen Giabbani              | 24 Stunden von Le Mans 8 Stunden von Oschersleben 8 Stunden von Albacete 8 Stunden von Doha |